# Charlotteville
Charlotteville es una localidad de Trinidad y Tobago, que forma parte de la parroquia de St. John.

## Geografía
La localidad abarca parte de la isla de Tobago y limita al norte y este con el mar Caribe, al sur con Campbleton-Charlotteville y al oeste con Speyside.

## Demografía
Datos demográficos de la localidad de Charlotteville:
| Gráfica de evolución demográfica de Charlotteville entre 2000 y 2011 |
|                                                                      |